# Presidente do Conselho Supremo da Ucrânia
 O Presidente do Conselho Supremo da Ucrânia (em ucraniano:  Голова Верховної Ради України, literalmente Holova Verkhovnoyi Rady Ukrayiny) é o presidente da Conselho Supremo da Ucrânia (ou Verkhovna Rada), o parlamento unicameral da Ucrânia. O presidente preside o parlamento e seus procedimentos. Os presidentes são eleitos por votação aberta dos vice-escalões do parlamento.
Dmytro Razumkov é o atual presidente desde que foi confirmado em 29 de agosto de 2019.

## História
O cargo de presidente existe desde a ratificação da Constituição da República Socialista Soviética da Ucrânia em 30 de janeiro de 1937. Mykhailo Burmystenko, nomeado em 30 de janeiro de 1937, foi o detentor inaugural do cargo. O cargo substituiu a posição existente de um presidente do Comitê Executivo Central (1917-37). Junto com o presidente, de 1937 a 1990 o Conselho Supremo da Ucrânia também foi governado pelo Presidium do Soviete Supremo, que consistia de cerca de 20 membros.
Houve 18 presidentes do Conselho Supremo da Ucrânia desde 1927. Até a independência da Ucrânia em 1991, foi intitulado como "Presidente do Soviete Supremo da RSS da Ucrânia".

## Missão e autoridade
De acordo com o artigo 88 da Constituição ucraniana, o Presidente do Conselho Supremo da Ucrânia está autorizado a:
1. presidir as reuniões do parlamento;
2. organizar o trabalho do Conselho Supremo da Ucrânia e coordenar suas atividades;
3. assinar e promulgar atos adotados pelo Conselho Supremo da Ucrânia;
4. representar o parlamento em relação com outros órgãos do poder estatal da Ucrânia e com os órgãos de poder de outros estados;
5. organizar o trabalho do pessoal do parlamento.

O presidente também pode convocar sessões especiais do parlamento, promulgar projetos de lei vetados pelo presidente somente quando o Conselho Supremo da Ucrânia vota para superar o veto por maioria de dois terços e participar de reuniões do Conselho Nacional de Segurança e Defesa.
O presidente e seus dois assistentes (vice-presidentes) não podem liderar facções de deputados.

## Chefe de estado
O Presidente do Conselho Supremo da Ucrânia é designado como o primeiro na ordem de sucessão à presidência, com autoridade limitada (1992-1996, 2004-2010 e 2014-Presente), enquanto novas eleições presidenciais são realizadas. Enquanto o presidente atua como presidente interino, ele está impedido de tomar as seguintes ações:
- dissolução do parlamento;
- nomeação ou apresentação de candidatos para aprovação parlamentar de postos do governo;
- concessão de postos militares ou ordens estatais;
- exercendo o direito de perdão .

### Sucessão
Nenhuma provisão para a sucessão presidencial é explicitamente proscrita no caso de ambos os cargos do presidente e do presidente do parlamento estarem vagos. No entanto, em caso de vaga do cargo de presidente do Conselho Supremo da Ucrânia, o cargo é preenchido por deputados do presidente.
Durante a era soviética, havia mais um posto conhecido como o presidente do Presidium do Soviete Supremo da RSS da Ucrânia, que era chefe de Estado de direito; o chefe de estado de fato era o secretário-geral do Partido Comunista da Ucrânia.

## Lista de presidentes
- Lista de presidentes do Conselho Supremo da Ucrânia

## Privilégios
Todos os ex-presidentes do Conselho Supremo da Ucrânia recebem privilégios especiais de estado. Após a conclusão do seu mandato, os ex-presidentes recebem armários no edifício do parlamento, um carro oficial do governo e um consultor e um assessor a cargo do Estado.
O respectivo decreto nº 296 foi assinado por Volodymyr Lytvyn já em 7 de junho de 2006 - um mês antes de ser demitido do cargo de Presidente do Parlamento. Depois de três anos desde a sua adoção, os funcionários do Conselho Supremo da Ucrânia permaneceram em silêncio sobre a lei, após o que foi tornada pública por um artigo no jornal DELO em meados de maio de 2009.